# UD Correia
União Desportivo Correia és un club de futbol de l'illa de São Tomé, a São Tomé i Príncipe. Té la base a la localitat de Correia, al districte de Lobata. Juga a la Lliga de São Tomé de futbol i mai no ha assolit títols.
El club va ser fundat l'any 2000, no gaire temps després, es va convertir en un club registrat del país. El 2010 va celebrar el seu desè aniversari de la seva fundació. En la dècada de 2000 va jugar a la segona divisió, a partir de la temporada 2016, van jugar a la Primera Divisió Regional.
El seu logotip té una estrella blau clar amb una pilota de futbol verd al mig.